# Pinacothèque provinciale de Salerne
La Pinacothèque provinciale de Salerne se trouve au centre-ville sur la Via dei Mercanti (rue des Marchands) à proximité de la cathédrale.

## Histoire
La Pinacothèque provinciale de Salerne est située au premier étage du palais Pinto, datant du XVIIe siècle, domicile d'une des familles aristocratiques les plus importantes de Salerne.
La construction de l'édifice remonte à 1600 et, comme l'atteste un document de 1754, il a subi dans les temps divers élargissements, avec l'ajout de deux ateliers, un jardin ouvert, une écurie, une remise et deux appartements, de 12/16 chambres, plus la galerie et la loge.
En 1756 il devient propriété de la famille Pinto. À la mort de Gennaro Pinto (1916), il est légué à la province de Salerne. Au fil des interventions de restauration deux œuvres sculpturales ont été retirées des escaliers, conservées au Musée diocésain. Les restes des structures du XIIe siècle sont reconnaissables dans les décorations des arches à incrustations de tuf jaune et gris. La loge, après les ajouts du XVIe siècle, a été redécouverte pendant les dernières interventions de restauration et s'est révélée être un unicum avec son arc surbaissé dit « arche catalan » visible depuis la rue du Dôme.
Le 18 mars du 2001, la Pinacothèque a été ouverte au public. Son patrimoine a été constitué à partir des années entre 1927 et 1938 avec legs et acquisition d'œuvres qui datent du XVe au XVIIIe siècle.
En 1999 est créée une section consacrée aux artistes étrangers, la province salernitaine étant la destination des voyageurs étrangers depuis la période du Grand Tour.

## Collections

### Le parcours d’exposition
Le parcours de visite commence avec la sculpture de Gaetano Chiaromonte (it) Sensation (1933). L'exposition se compose de trois sections, divisées selon un critère chronologique : Quattrocento au Settecento , Salernitains et Costaioli, Artistes étrangers.

#### Sections duXVeauXVIIIesiècle
Les tableaux de la première collection peuvent être divisés en trois groupes de la Renaissance napolitaine au Maniérisme tardif (XVe et XVIIe siècles), du Naturalisme du Caravage au Baroque tardif (XVIIe et XVIIIe siècles) de l'Académie de Solimena à la peinture de genre (XVIIIe siècle).
Le premier groupe embrasse une période de grande importance pour l'histoire de l'art, qui va du développement de la culture artistique de la Renaissance, de laquelle émergent une différente conception de l'espace et de la couleur dans la recherche de la perfection prospective, à la peinture de maniériste où l'artiste reprend le langage des grands maîtres en recherchant la complexité pour montrer sa capacité avec des torsions et des contrastes très forts. Le groupe pictural qui va du XVIIe  au  XVIIIe siècle comprend des œuvres qui s'inspirent au Naturalisme de Caravage.

##### Œuvres
- Salomè con la testa del Battista, atelier de Battistello Caracciolo,
- Mezzo busto di San Paolo, suiveur de Caracciolo.
- Apparizione di San Giacomo de Andrea di Leone
- Diverses toiles avec des thèmes de l'Ancien testament.
- Madonna con bambino San Giovannino de Leonardo Antonio Olivieri
- Natura morta su sfondo paesaggistico de Francesco della Questa (es)
- Natura morta con interno di cucina de Nicola Maria Recco,
- Cacciagione su sfondi paesaggio et Cacciagione de Baldassarre de Caro,
- Angurie con colombe de peintre anonyme napolitain[3] .

#### Section Salernitains et Costaioli
La section expose des œuvres achetées par la province de Salerne à partir du 1997, date qui signe la fermeture de la « Prima Mostra fra Artisti del Salernitano ».
Un groupe de peintures regroupées sous le nom de « Salernitains et Costaioli » appartient à cette section. Ce sont des artistes nés à Salerne et sur la Côte amalfitaine : les Salernitains Raffaele Tafuri, Gaetano Esposito, Gaetano D'Agostino, Pasquale Avallone, Guglielmo Beraglia, Olga Schiavo (it), Clemente Tafuri, Olga Napoli (en) et les Costaioli Gaetano Capone, Antonio Ferrigno, Luigi Paolillo, Luca Albino, Manfredi Nicoletti.
Le parcours d’exposition trace un itinéraire de type thématique et non par auteur en mettant en évidence la façon dont les artistes s’inspirent tous à des thématiques récurrentes, qui vont du folklore local, aux portraits de familiers, amis ou notables.
Au-delà des artistes déjà cités, sont présents aussi des œuvres de Andrea Sabatini, Carlo Rosa, Severo Ierace (it), Marco Pino, Giuseppe Simonelli, Francesco Guarino, Pietro Bardellino, Ludovico de Majo, Paolo de Matteis, Cristofaro Faffeo (it), Giovanni Demio.

#### Section des Artistes Étrangers
La section est organisée à partir du 1999, avec l’acquisition de cinq eaux-fortes et trois aquarelles de l'artiste autrichien Peter Willburger (de). Elle comporte 52 œuvres de 11 artistes différents, grâce aux achats et donations qui se sont succédé au fil des années.
Le territoire salernitain est la destination de voyageurs étrangers, depuis les années du Grand Tour, avec un l'intérêt porté à la civilisations de Magna Graecia (Grande Grèce), la découverte de Paestum. Le paysage côtier est une thématique récurrente dans les productions de des artistes, avec la représentation de scènes de la vie quotidienne et des maisons blanches à coupole méditerranéennes typiques du pays de la Côte amalfitaine.
La section comporte aussi des œuvres de Stefan Andres (it), Lisel Oppel (de), Michele Theile (de), Irene Kowaliska (de), Kurt Craemer (de) et de Richard Dolker.